# Новосёлов, Владимир Ионович
Новосёлов Владимир Ионович (10 ноября 1937, Маслянино — 21 июня 1999, Саратов) — советский и российский учёный-правовед, доктор юридических наук, профессор, заведующий кафедрой финансового, банковского и таможенного права Саратовской государственной академии права (1996—1999), специалист по финансовому и банковскому праву.

## Биография
Владимир Ионович Новосёлов родился 10 ноября 1937 года в посёлке Маслянино Новосибирской области.
- 1955 год — окончание маслянинской средней школы.
- 1955 год — 1960 год — учёба на отделении правоведения экономико-юридического факультета Томского государственного университета.
- 1960 год — 1962 год — работа на различных должностях в прокуратуре Омской области.
- 1962 год — 1965 год — учёба в аспирантуре Института государства и права АН СССР.
- 1965 год — защита диссертации на соискание учёной степени кандидата юридических наук на тему «Акты государственного управления и укрепление законности в СССР» под руководством доктора юридических наук, профессора И. А. Азовкина.
- С 1965 года — доцент кафедры административного права Саратовского юридического института имени Д. И. Курского.
- 1979 год — защита диссертации на соискание учёной степени доктора юридических наук на тему «Теоретические проблемы развития административно-правового положения граждан СССР в современных условиях».
- С 1986 года — профессор кафедры административного права Саратовского юридического института имени Д. И. Курского.
- 1996 год — 1999 год — заведующий кафедрой финансового, банковского и таможенного права Саратовской государственной академии права.

Новоселовым В. И. опубликовано более 200 научных работ по административному, финансовому и банковскому праву.
Умер 21 июня 1999 года в Саратове.

## Награды
- Благодарность Министерства образования России (2001, посмертно) — за создание комплектов учебников, учебно-методических пособий, оригинальных авторских образовательных программ, разработку новых технологий обучения и практическое использование их в учебном процессе.

## Избранные публикации

### Авторефераты диссертаций
- Новосёлов В. И. Акты государственного управления и укрепление законности в СССР. Автореф. дис. … канд. юрид. наук. — М.: ИГП АН СССР, 1965. — 15 с.
- Новосёлов В. И. Теоретические проблемы развития административно-правового положения граждан СССР в современных условиях. Автореф. дис. … д-ра юрид. наук. — М., 1979. — 39 с.

### Монографии
- Новосёлов В. И. Конституция развитого социализма. — М.: Пакт, 1979. — 51 с.
- Новосёлов В. И. Элементы культуры управления. — М.: Экономика, 1971. — 104 с.
- Новосёлов В. И. Законность актов органов управления. — М.: Юридическая литература, 1968. — 108 с.
- Новосёлов В. И. Правовое положение граждан в советском государственном управлении. — Саратов: Издательство СГУ, 1976. — 217 с.
- Новосёлов В. И. Правовое положение граждан в отраслях государственного управления. — Саратов: Издательство СГУ, 1977. — 166 с.
- Новосёлов В. И. На общественных началах. — М.: Юридическая литература, 1978. — 64 с. — (Работнику исполкома местного Совета).
- Новосёлов В. И. Делопроизводство в государственном аппарате. — Саратов: Издательство СГУ, 1977. — 249 с.
- Новосёлов В. И. Исполком и постоянные комиссии Совета. — М.: Юридическая литература, 1981. — 87 с.
- Новосёлов В. И. Участие граждан в управлении государственными и общественными делами. — М.: Знание, 1985. — 64 с.
- Новосёлов В. И., Чугунов А. П. Правовое воспитание молодёжи. — М.: Всесоюзное общество «Знание», 1972. — 40 с.

### Учебники и учебные пособия
- Новосёлов В. И. и др. Научные основы государственного управления в СССР. — М.: Наука, 1968. — 439 с.
- Новосёлов В. И. и др. Право и качество продукции. — М.: Наука, 1972. — 248 с.
- Новосёлов В. И. и др. Общественные организации, право и личность. — М.: Наука, 1981. — 367 с.
- Новосёлов В. И. и др. Советское административное право. Управление отраслями народного хозяйства. — М.: Юридическая литература, 1982. — 288 с.
- Новосёлов В. И. и др. Советское административное право. Учебник. — М.: Юридическая литература, 1977. — 544 с.
- Новосёлов В. И. и др. Теория государства и права. Курс лекций. — Саратов, 1995. — 560 с.
- Новосёлов В. И. и др. Финансовое право. Учебник. — М.: БЕК, 1996. — 524 с. — ISBN 5-85639-113-6.
- Новосёлов В. И. и др. Финансовое право. Учебник. — М.: Юристъ, 1999.
- Новосёлов В. И. и др. Государственная власть и местное самоуправление в Российской Федерации: Учебное пособие / ред. В. И. Новосёлов. — Саратов, 1998. — ISBN 5-87309-111-0.

### Статьи
- Новосёлов В. И. Аппарат управления и правовое воспитание граждан // Советское государство и право : научный журнал. — М.: Наука, 1974. — № 1. — С. 45—50.
- Новосёлов В. И. Использование в учебном процессе нормативных актов и материалов практики // Правоведение : научный журнал. — Ленинград: Издательство ЛГУ, 1972. — № 5. — С. 93—95.
- Новосёлов В. И. К вопросу об административных договорах // Правоведение : научный журнал. — Ленинград: Издательство ЛГУ, 1969. — № 3. — С. 40—45.
- Новосёлов В. И., Старилов Ю. Н. Панова И. В. Административно-юрисдикционный процесс: Моногр. — Саратов: Светопись: Приволж. кн. изд-во, 1998. — 256 с. (Рецензия) // Государство и право : научный журнал. — М.: Наука, 1999. — № 11. — С. 114—115.
- Новосёлов В. И. Проблемы организации научно-исследовательской работы студентов-юристов // Юридическое образование : научный журнал. — М.: Юрист, 1998. — № 1. — С. 32—34.